# Quận Columbia, Washington
Quận Columbia là một quận nằm trong tiểu bang Washington của Hoa Kỳ. Tính đến năm 2000, dân số là 4.064 người. Quận lị được đặt tại Dayton và cũng là thành phố đông dân nhất của quận. Nó được đặt theo tên của sông Columbia.
Quận Columbia được thành lập từ Quận Walla Walla vào ngày 11 tháng 11 năm 1875.

## Địa lý
Theo Cục điều tra dân số Hoa Kỳ, quận có tổng diện tích là 874 dặm vuông (2.262 km²) trong đó có 869 dặm vuông (2.250 km²) là mặt đất và 5 dặm vuông (12 km²) hay 0,54% là mặt nước.  Nó là một phần của vùng Palouse, một vùng giống như thảo nguyên (Bắc Mỹ) của lưu vực sông Columbia.

### Đặc điểm địa lý
- Sông Snake
- Dãy núi Blue
- Sông Touchet
- Sông Tucannon

### Xa lộ chính
- Quốc lộ Hoa Kỳ 12

### Các quận giáp ranh
- Quận Whitman, Washington - bắc
- Quận Garfield, Washington - đông
- Quận Wallowa, Oregon - đông nam
- Quận Umatilla, Oregon - tây nam
- Quận Walla Walla, Washington - tây
- Quận Franklin, Washington - tây bắc

## Các cộng đồng được Cục điều tra dân số công nhận
- Dayton
- Starbuck

## Các cộng đồng khác
- Alto
- Turner
- Huntsville
- Marengo